# Flowers in the rain
Flowers in the rain is de derde single van The Move. Het is afkomstig van hun album Move.
De band, voor het laatst met Carl Wayne als leadzanger, nam het lied op in de Advision Sound Studio in Londen op 6 juli 1967. Achter de knoppen zaten Denny Cordell als muziekproducent en Tony Visconti als assistentproducent. Deze laatste zorgde voor het opvallende arrangement met hobo, althobo, klarinet en hoorn.
Binnen de Britse popmuziek maakte het liedje geschiedenis omdat het als eerste plaatje werd uitgezonden op de BBC Radio 1, nadat Beefeaters van Johnny Dankworth als tune te horen was geweest. Achter het drumstel zat Bev Bevan, die later samen met Roy Wood speelde in Electric Light Orchestra.
Bijzonder aan het plaatje is dat er bij de schrijver nauwelijks auteursrechten konden worden geboekt. Manager van The Move, Tony Secunda had bedacht het plaatje commercieel te ondersteunen, door een ansichtkaart uit te brengen waarop in een cartoon een naakte premier Harold Wilson gekoppeld werd aan zijn secretaresse (in babydoll) Marcia Williams. Wilson stapte naar de rechter en die bracht als vonnis uit dat de opbrengsten van Flowers in the rain geboekt moesten worden op een liefdadigheidsinstelling naar Wilsons keus. Meer dan 200.000 Britse ponden werd toen bijgeboekt op een Vereniging voor spastici alsmede het Stoke Mandeveill Hospital. De verplichte donaties liepen later via de Harold Wilson Charitable Trust, die ook andere goede doelen aan die twee toevoegde.
In 2007 zond de BBC Radio 4 de documentaire The story of Flowers in the rain uit, gaande over het liedje en gepresenteerd door Tony Blackburn. Daarin vertelde de band, dat ze het nummer in 2007 nog steeds speelden, maar eigenlijk steeds meer tegen hun zin.
De B-kant (Here we go round) The lemon tree werd ook geschreven door Roy Wood.

## Hitnotering
Het liedje hield het negen weken uit in de Ierse hitparade en haalde als piek de vierde plaats. In de UK Singles Chart was het The Moves derde hit. Het stond dertien weken genoteerd met twee weken een tweede plaats. The Move werd van de eerste plaats afgehouden door Engelbert Humperdinck met zijn The last waltz.

### Nederlandse Top 40
Alarmschijf
| Positie: | 34 | 14 | 10 | 7 | 7 | 7 | 11 | 18 | 24 | 40 | uit |

### NederlandseParool Top 20
| Positie: | 13 | 8 | 7 | 6 | 5 | 10 | 19 | 20 | uit |

### BelgischeBRT Top 30
Deze lijst bestond nog niet.

### Voorloper van de VlaamseUltratop 50
| Positie: | 17 | 13 | 13 | 13 | 20 | uit |

### NPO Radio 2 Top 2000
| Nummer met noteringen in de NPO Radio 2 Top 2000 | '99  | '00  | '01  | '02-'03 | '04  |
| ------------------------------------------------ | ---- | ---- | ---- | ------- | ---- |
| Flowers in the rain                              | 1902 | 1768 | 1849 | -       | 1969 |

1. ↑  Een '-' betekent dat het nummer niet was genoteerd en een vetgedrukt getal geeft de hoogste notering aan.
2. ↑  Deze tabel is bijgewerkt tot en met de laatste editie (2024).

## Covers
Er zijn covers bekend van onder meer Nancy Sinatra en de Kaiser Chiefs. Voor Nederland nam Arjen Lucassen het op voor zijn “hobbyband” Strange Hobby. Er is voorts een Franse versie: Le martien van Claude François.